# Patricia Aranda
Patricia Aranda (ur. 27 czerwca 1979 w Hiszpanii) – hiszpańska siatkarka, reprezentantka kraju, grająca jako rozgrywająca. Obecnie występuje w drużynie Universidad Cesar Vallejo.